# 淡水学派与咸水学派
淡水學派（英語：freshwater school），又稱甜水學派（sweetwater school），1970年代出現於美國的總體經濟學思潮，主張自由經濟、市場經濟，立場上接近於新古典經濟學，其主要成員主要來自芝加哥大學、卡內基美隆大學、羅徹斯特大學、明尼蘇達大學等。這些大學靠近五大湖區，所以被稱為淡水學派。
與淡水學派對抗，支持凱恩斯主義、政府干預的總體經濟學者，則被稱為鹽水學派（英語：saltwater schools，又譯為鹹水學派）。這派學者主要來自於哈佛大學、耶魯大學、麻省理工學院、史丹福大學、柏克萊加州大學、賓夕法尼亞大學、普林斯敦大學、哥倫比亞大學等。這些大學分別位於美國東岸與西岸，故稱鹽水大學。
這兩個術語，最早出現於1976年經濟學家羅伯特·霍爾（Robert Hall）的文章，很快就成為經濟學界常見的稱呼。這兩個學派共同形成了主流經濟學傳統。